# Morganx
Morganx ist eine französische Gemeinde mit 168 Einwohnern (Stand 1. Januar 2022) im Département Landes in der Region Nouvelle-Aquitaine (vor 2016: Aquitanien). Sie gehört zum Arrondissement Mont-de-Marsan und zum Kanton Chalosse Tursan.
Der Name ist eine Zusammensetzung einer Ableitung des Wortes murg, das „Berg“ bedeutet, und wie bei Hontanx mit einer Ableitung aus dem lateinischen Wort fontes (deutsch Quellen), das auf die zahlreichen Quellen rund um Morganx hinweist.
Die Einwohner werden Morganais und Morganaises genannt.

## Geographie
Morganx liegt ca. 35 Kilometer südlich von Mont-de-Marsan in der Landschaft Chalosse in der historischen Provinz Gascogne am südlichen Rand des Départements.
Umgeben wird Morganx von den Nachbargemeinden:
|         | Monségur                                    |          |
| Lacrabe | Kompassrose, die auf Nachbargemeinden zeigt | Monségur |
|         | Poudenx                                     | Peyre    |

Morganx liegt im Einzugsgebiet des Flusses Adour.
Der Luy de France, ein Zufluss des Adour, markiert die Grenze zu der südlichen Nachbargemeinde Poudenx. Der Ruisseau de Lacrabe, ein Nebenfluss des Luy, entspringt auf dem Gebiet der Gemeinde.

## Geschichte
Das Dorf war im Mittelalter ein befestigter Ort. Der Seigneur von Morganx wohnte im Haus Picard, heute Haus Dupéré genannt. Eine einfache Kirche wurde durch protestantische Truppen im Jahre 1569 beschädigt. Die Glocken wurden gestohlen und der Pfarrer Arnaud de la Forcade wurde in den Béarn verschleppt und dort ermordet.
Toponyme von Morganx waren in der Folge:
- villa de Morganis (11. Jahrhundert),
- Morgas, castrum de Morgase (1253),
- castra de Morganis (1263),
- Morgãs (1638),
- Morgans (1651, 1750 (Karte von Cassini), 1793 und 1801 (Notice Communale bzw. Bulletin des lois)).[1][5][6]

### Einwohnerentwicklung
Nach Beginn der Aufzeichnungen stieg die Einwohnerzahl bis zur Mitte des 19. Jahrhunderts auf einen Höchststand von rund 420. In der Folgezeit sank die Größe der Gemeinde bei kurzen Erholungsphasen bis zu den 1970er Jahren auf rund 150 Einwohner, bevor eine moderate Wachstumsphase einsetzte, die in jüngster Zeit wieder stagniert.
| Jahr      | 1962 | 1968 | 1975 | 1982 | 1990 | 1999 | 2006 | 2010 | 2022 |
| --------- | ---- | ---- | ---- | ---- | ---- | ---- | ---- | ---- | ---- |
| Einwohner | 188  | 178  | 149  | 155  | 172  | 169  | 167  | 186  | 168  |

## Sehenswürdigkeiten

### PfarrkircheSainte-Eugénie
Die Kirche wurde auf der Erhebung einer ehemaligen Motte errichtet, die seit dem 11. Jahrhundert bewohnt war, in einer Zeit, als das Kloster von Saint-Sever die „villa de Morganis“ erwarb. Dieses einfache Gotteshaus war dem heiligen Johannes geweiht und bestand aus einem Kirchenschiff, das mit kleinem Mauerwerksverband aus Kieselsteinen in Ährenmuster gebaut war. Zwei Seitenkapellen formten bereits damals ein Querhaus. Quer- und Langhaus besaßen hierbei kein Gewölbe. Von diesem ursprünglichen Gebäude sind heute der östliche Teil des Langhauses mit zwei schmalen Fenstern mit eingebuchteten Stürzen und das Querhaus bis zu einer Höhe von drei Vierteln der Wände erhalten geblieben. Die Kirche erfuhr zweifellos eine umfangreiche Restaurierung nach der partiellen Zerstörung und der Plünderung durch protestantische Truppen im Jahre 1569. Ihre Erscheinungsform wurde vollständig in mehreren Bauabschnitten zwischen 1831 und 1902 verändert. Die dreiwandige, im Vergleich zum Langhaus schmalere Apsis, die Sakristei nördlich des Chors und eine Taufkapelle wurden neu gebaut. Der alte Glockenturm wurde 1899 abgerissen, wobei bei den Arbeiten zwei romanische Christusmonogramme entdeckt wurden. Der heutige Glockenturm wurde in den Jahren 1901 und 1902 vom Unternehmer Descours nach Plänen des Architekten V. Séron neu gebaut. Gleichzeitig wurde das Langhaus nach Westen um ein auf nun drei Jochen verlängert. Umarbeiten um 1980 umfassten den Abriss der kleinen Taufkapelle, die Neugestaltung der Fenster und die Abtragung der Beläge der Innenwände. Die Decke des Kirchenschiffs ist aus Gips in Kielbogenform ausgestaltet. Die Seitenkapellen besitzen ein Tonnengewölbe, der Chor ein Kreuzgratgewölbe. Der Glockenturm ist mit einem oktogonalen Helm und mit pyramidenförmigen Dachreitern an den Ecken bekrönt. Die Kirche ist heute der heiligen Eugenia von Rom geweiht.
Mit Ausnahme eines Christusmonogramms, das vermutlich aus dem 11. Jahrhundert stammt, hat die Kirche keine Elemente von früheren Ausstattungen bewahrt. Das Monogramm ist in ein rundes Flachrelief eingetragen und besitzt einen Durchmesser von 41 cm. Der Block, auf dem das Relief modelliert wurde, ist heute in die Wand der Vorhalle eingelassen. Das zweite Monogramm, das beim Abriss des Glockenturms gefunden wurde, ist dagegen verloren gegangen. Das gesamte frühere Mobiliar ist durch klassizistische Elemente ersetzt worden, als der Chor neu gebaut wurde und die Seitenkapellen in den Jahren 1843 und 1844 überarbeitet wurden. Acht Glasfenster aus dem Jahre 1870 sind Werke des Glasmalers Gustave Pierre Dagrant (1839–1915) aus Bayonne, später Bordeaux. Eines dieser Fenster zeigt die Enthauptung der Schutzpatronin der Kirche, der heiligen Eugenia, in ihrem Gefängnis in Rom. Ein anderes Fenster stellt die Heilige Familie dar mit Maria mit dem Jesuskind in ihren Armen, Josef in den Schriften lesend und Gottvater als Büste in einer Wolke. Die anderen Fenster sind mit farbigen Vierpässen vor pflanzlichen Verzierungen in Grisailleform im Hintergrund gestaltet.

## Wirtschaft und Infrastruktur
Die Landwirtschaft ist der wichtigste Wirtschaftsfaktor der Gemeinde.

### Bildung
Die Gemeinde verfügt über eine öffentliche Grundschule.

### Verkehr
Morganx ist erreichbar über die Routes départementales 56 und 441.